# Chronologie von Mogontiacum
Das römische Mogontiacum, wie das heutige Mainz ursprünglich hieß, kann auf eine fast 500-jährige Zugehörigkeit zum römischen Reich zurückblicken. In Mogontiacum, militärischer Hauptstützpunkt am Rhein, Provinz- und später Grenzstadt zum barbarischen Germanien fand daher eine Vielzahl, zum Teil für das gesamte römische Reich wichtiger, Ereignisse statt.
| Jahr                            | Ereignis | Siehe dazu: |                                 |
| Erstes Jahrhundert vor Christus | Erstes Jahrhundert vor Christus | Erstes Jahrhundert vor Christus                                                                                      | Erstes Jahrhundert vor Christus |
| ------------------------------- | --- | --- | ------------------------------- |
| 13/12 v. Chr.                   | Gründung des Militärlagers auf dem Kästrich durch Nero Claudius Drusus. | Drusus, Kästrich |                                 |
| 13/12 v. Chr.                   | Belegung des Mainzer Legionslagers mit der 14. Legion Gemina und der 16. Legion Gallica sowie, im Laufe der nächsten Jahrzehnte, teilweise weiteren zusätzlichen Legionen und Hilfstruppen. Standardbelegung bis zum Jahr 90 n. Chr. mit zwei Legionen. | Legio XIIII Gemina, Legio XVI Gallica, Auxiliartruppen                                                               |                                 |
| 9 v. Chr.                       | Nero Claudius Drusus stirbt während eines Feldzuges in Germanien. Beginn von Feiern zur Totenehrung („decursio“) in Mainz in unmittelbarer Nähe des in Mogontiacum errichteten Kenotaphs (mit hoher Wahrscheinlichkeit der so genannte Drususstein). | Germania magna, Drususstein, Kenotaph                                                                                |                                 |
| Erstes Jahrhundert              | | |                                 |
| 3                               | Baumaßnahmen (Kaianlagen, Uferbefestigungen?) am damaligen Rheinufer (heute: Am Brand). Im 2. Jahrhundert wird dort ein künstliches Hafenbecken und noch später ein Kriegshafen (Fund der Römerschiffe) angelegt. | Mainzer Römerschiffe                                                                                                 |                                 |
| 4/9                             | Der Brückenkopf Castellum (heute: Mainz-Kastel) wird angelegt. Kurz danach erfolgt die Anlage eines zweiten Militärlagers im heutigen Weisenau, das wahrscheinlich Ende des Jahrhunderts im Zuge der Reduzierung der römischen Truppen aufgegeben wurde. | Mainz-Kastel, Mainz-Weisenau                                                                                         |                                 |
| 15                              | Nero Claudius Germanicus hält sich in Vorbereitung von Kriegszügen gegen das freie Germanien in Mogontiacum auf. | Germanicus, Geschichte der Römer in Germanien                                                                        |                                 |
| 17                              | Umstrukturierung der Rheinarmee in ein ober- und untergermanisches Heer. Mogontiacum wird Sitz des Befehlshabers des obergermanischen Heeres. | |                                 |
| 19                              | Römischer Senatsbeschluss erwähnt die Ehrungen für Drusus am Rhein (Tabula Siarensis). | Römischer Senat |                                 |
| 30                              | Bau einer Steinpfeilerbrücke zwischen dem Legionslager und der Zivilsiedlung Mogontiacum und dem rechtsrheinischen Brückenkopf Castellum. | Römerbrücke (Mainz)                                                                                                  |                                 |
| 33                              | Bau der öffentlichen Therme im Zentrum der Zivilsiedlung (Tritonplatz, heute „Kleines Haus“ des Staatstheaters Mainz). | Thermen, Staatstheater Mainz                                                                                         |                                 |
| 39                              | Caligula (Gaius Caesar Augustus Germanicus) hält sich in Vorbereitung seines Germanienfeldzuges in Mogontiacum auf. Ein Anschlag auf ihn, in den der Mainzer Legat Cornelius Lentulus Gaeticulus verwickelt ist, schlägt fehl. In einer Textstelle bei Sueton wird von einem Theater in Mogontiacum zu dieser Zeit berichtet. Das große, über 10.000 Besucher fassende Theater am heutigen Bahnhof Mainz Römisches Theater (ehemals Südbahnhof) entstand wahrscheinlich erst im 2. Jahrhundert. | Caligula, Sueton, Römisches Theater Mainz                                                                            |                                 |
| um 50                           | Der keltische Schiffer (nauta) Blussus stirbt in Mogontiacum. Sein Grabstein, eines der interessantesten Zeugnisse der Verschmelzung keltischer und provinzialrömischer Kultur in Mogontiacum, ist Teil der Steinsammlung des Landesmuseums Mainz. | Landesmuseum Mainz                                                                                                   |                                 |
| 59–66                           | Datierung der „Großen Mainzer Jupitersäule“. Zerstörung in spätrömischer Zeit. | Große Mainzer Jupitersäule                                                                                           |                                 |
| 69                              | So genannter „Bataveraufstand“: Die Zivilsiedlung wird zerstört, das Legionslager laut Tacitus erfolglos belagert. | Bataveraufstand, Publius Cornelius Tacitus                                                                           |                                 |
| ca. 69–79                       | Beginn des Mater Magna- und Isiskultes in Mainz (Inschriftenfunde, erste Bauphase des Heiligtums der Isis und Mater Magna) in Verbindung mit dem Kaiserhaus der Flavier. Durch Vespasian Ausbau des Legionslagers in Stein und Errichtung einer Pfahlrostbrücke mit Steinpfeiler über den Rhein. | Heiligtum der Isis und Mater Magna (Mainz), Flavier, Vespasian                                                       |                                 |
| 69–92                           | In der Regierungszeit der Flavier Errichtung des Aquäduktes von Finthen zum Legionslager auf dem Kästrich durch die XIV. Legion G.M.V. | Flavier, Römersteine, XIV.Legion                                                                                     |                                 |
| 83                              | Domitian versammelt ein Heer bestehend aus fünf Legionen und Hilfstruppen für den Chattenfeldzug in Mogontiacum. | Chatten |                                 |
| 88/89                           | Aufstand des Statthalters Lucius Antonius Saturninus in Mogontiacum. Nach der Niederschlagung endgültige Umwandlung des Militärterritoriums in die Provinz Germania superior mit Mogontiacum als Provinzhauptstadt. | Lucius Antonius Saturninus, Germania superior, Römische Provinz                                                      |                                 |
| 90                              | Reduzierung der Belegung des Mainzer Legionslagers auf eine Legion. | Römische Legion |                                 |
| 92                              | Belegung des Mainzer Legionslagers mit der 22. Legion Primigenia Pia Fidelis. Die „22.“ wird Mainzer Hauslegion bis zur Mitte des 4. Jahrhunderts. | Legio XXII Primigenia                                                                                                |                                 |
| 96–98                           | Trajan (Marcus Ulpius Traianus) ist Statthalter der Provinz Germania superior mit Sitz in Mogontiacum. | Trajan |                                 |
| Ende des 1. Jahrhunderts        | Beginn der Bautätigkeiten am Obergermanisch-Raetischen Limes. In der Zivilsiedlung Mogontiacum wird am heutigen Ballplatz ein Mithräum errichtet. | Obergermanisch-Raetischer Limes, Mithräum                                                                            |                                 |
| Zweites Jahrhundert             | | |                                 |
| 1./2. Jahrhundert               | Römische Flottenstation am „Dimesser Ort“ (heute: Zollhafen). | |                                 |
| 122                             | Hadrian (Publius Aelius Hadrianus) hält sich in Germania superior und Mogontiacum auf. | Hadrian |                                 |
| 162/169                         | Die Chatten fallen im Rhein-Main-Gebiet ein und überqueren wahrscheinlich auch den Rhein. | |                                 |
| Drittes Jahrhundert             | | |                                 |
| 19.(?) März 235                 | Ermordung des Kaisers Severus Alexander und seiner Mutter Julia Mamaea in oder nahe bei Mogontiacum (Bretzenheim?). Ausrufung von Maximinus Thrax in Mogontiacum zum Nachfolger. Beginn der Ära der Soldatenkaiser. | Severus Alexander, Julia Mamaea, Maximinus Thrax, Soldatenkaiser, Reichskrise des 3. Jahrhunderts, Mainz-Bretzenheim |                                 |
| um 250                          | Datierung des Dativius-Victor-Bogens. Bau einer Stadtmauer, die das gesamte Siedlungsgebiet einschließlich des Theaters umfasst und an die Mauern des Legionslagers anschließt. | Dativius-Victor-Bogen                                                                                                |                                 |
| 258                             | Fall des Obergermanisch-Raetischen Limes. | |                                 |
| 259/260                         | Verlust des rechtsrheinischen Limesgebietes (Agri decumates). Mogontiacum wird wieder Grenzstadt. | Agri decumates, Limesfall                                                                                            |                                 |
| 260                             | Mogontiacum gehört bis 274 zum Gallischen Sonderreich. | Imperium Galliarum                                                                                                   |                                 |
| 268                             | Der Mainzer Legat Ulpius Cornelius Laelianus erhebt sich gegen Marcus Cassianius Latinius Postumus (Kaiser des Gallischen Sonderreiches) und wird in Mogontiacum zum Gegenkaiser ausgerufen. Postumus erobert Mogontiacum und wird im Mai/Juni von eigenen Soldaten getötet, da er die Stadt nicht zur Plünderung freigibt. | Postumus, Laelianus                                                                                                  |                                 |
| ab 285                          | Reformen des Kaisers Diokletian. Die Provinz Germania superior wird aufgeteilt und verkleinert. Mogontiacum ist nun Provinzhauptstadt der neuen Provinz Germania prima und Sitz eines „Dux Germaniae Primae“, dem das Grenzheer untersteht. | Diokletian, Liste der römischen Provinzen ab Diokletian, Germania prima                                              |                                 |
| 292                             | Constantius I. „Chlorus“ (Vater von Konstantin I. „der Große“) führt von Mogontiacum aus einen Befriedungsfeldzug durch das alemannische Gebiet bis zur Donau. | Constantius I., Konstantin der Große, Alamannen                                                                      |                                 |
| 297                             | Erster gesicherter Nachweis der Bezeichnung „Civitas Mogontiacensium“. | Civitas |                                 |
| Viertes Jahrhundert             | | |                                 |
| um 300                          | Herstellung des Lyoner Bleimedaillon. Älteste Stadtansicht von Mogontiacum/Mainz. | |                                 |
| 343                             | Erste Erwähnung einer christlichen Gemeinde von Mogontiacum. | Anfänge des Bistums Mainz                                                                                            |                                 |
| nach 350                        | Die Mainzer XX. Legion wird wahrscheinlich in den Bürgerkriegskämpfen bei Mursa (heutiges Kroatien) aufgerieben. In Folge wird das Mainzer Legionslager nicht mehr besetzt und niedergelegt. Die dadurch entstehende Lücke in der Stadtmauer wird dabei geschlossen. Gleichzeitig wird das Areal von Mogontiacum erheblich reduziert und umfasst nur noch ein Drittel des vormaligen Stadtgebietes.                                                                                             | Römisches Stadttor Mainz, Alexanderturm                                                                              |                                 |
| 352/355                         | Wiederholte Germaneneinfälle, Germanen setzen sich rund um Mogontiacum und weiteren Orten am Rhein fest, besetzen aber nicht die Stadt. | |                                 |
| 357                             | Der Caesar und spätere Kaiser Julian erobert nach dem Sieg über die Alemannen bei Straßburg die Gebiete am Rhein wieder von den Germanen zurück. Die in Mogontiacum stationierte 22. Legion wird wahrscheinlich durch Bürgerkriegskämpfe bei Mursa (dem heutigen Osijek in Kroatien) aufgerieben. In Mainz sind als römische Truppen nur noch die so genannten milites armigeri stationiert. | Julian |                                 |
| 368                             | Überfall auf Mogontiacum durch den Alemannenfürst Rando während Ostern oder Pfingsten. Plünderung der Stadt und Gefangennahme von Einwohnern. | Rando |                                 |
| ausgehendes 4. Jahrhundert      | Mogontiacum wird Sitz des Dux Mogontiacensis | Dux Mogontiacensis                                                                                                   |                                 |
| Fünftes Jahrhundert             | | |                                 |
| 406/407                         | Vandalen, Sueben und Alanen überschreiten in der Neujahrsnacht den Rhein bei Mogontiacum und zerstören die Stadt (Rheinübergang von 406). Die römische Rheinflotte hört auf zu existieren. | Vandalen, Sueben, Alanen, Mainzer Römerschiffe                                                                       |                                 |
| 411                             | Mogontiacum liegt im Einflussbereich der Burgunder, römischen „foederati“ (Verbündete). Jovinus wird in Mogontiacum zum Kaiser ausgerufen. | Burgunden, Foederaten, Jovinus                                                                                       |                                 |
| 451                             | Einfall der Hunnen in Mogontiacum. | Hunnen |                                 |
| nach 450                        | Ende der römischen Geschichte von Mogontiacum. | |                                 |